# قزللو
قزللو هي قرية في مقاطعة هشترود، إيران. عدد سكان هذه القرية هو 372 في سنة 2006.